# Aril
Der Aril ist ein Fluss in Cassone im Norden Italiens am Ostufer des Gardasees.
Der Fluss entspringt oberhalb des Ortes, fließt durch dessen altes Zentrum und mündet nach 175 m nahe dem Hafen in den Gardasee.
Er wird als der kürzeste Fluss der Welt bezeichnet.
Der Ort Cassone ist eine Fraktion von Malcesine und liegt in der Provinz Verona, Region Venetien.
Der Fluss wird von drei Brücken überspannt und bildet einen kleinen Wasserfall.